# Internationales Jazzfestival Sankt Ingbert
 (décembre 2017).
Internationales Jazzfestival Sankt Ingbert est un festival international de jazz qui se déroule chaque année en mars/avril à Saint-Ingbert, Allemagne.
Après une pause de trois ans due à la pandémie, il a été annoncé en janvier 2023 que le festival n'aurait plus lieu sous cette forme. Un nouveau concept est en cours d'élaboration.

## Invités
Mory Kanté, Al Di Meola, Archie Shepp, John Lurie, Sam Rivers, World Saxophone Quartet, Maceo Parker, Charles Gayle, David Murray, Philip Catherine, Nils Landgren, Till Brönner, Billy Cobham, Sun Ra Arkestra, Roby Lakatos, Nina Attal...